# 712 Болівіяна
712 Болівія́на (712 Boliviana) — астероїд головного поясу, відкритий 19 березня 1911 року.
Тіссеранів параметр щодо Юпітера — 3,368.